# والي ريتشاردسون
والي ريتشاردسون (بالإنجليزية: Wally Richardson)‏ هو لاعب كرة قدم بريطاني (وحمل سابقاً جنسية المملكة المتحدة لبريطانيا العظمى وأيرلندا) في مركز الدفاع، ولد في 1870. لعب مع نادي ليفربول.